# Viaduc de la ligne 17 du métro de Paris
Le viaduc de la ligne 17 du métro de Paris est un viaduc ferroviaire français en construction entre le Val-d'Oise et la Seine-Saint-Denis. Cet ouvrage d'art de 5,5 kilomètres de long sera mis en service en 2028. La station Parc des Expositions est la seule située sur le viaduc.

## Situation ferroviaire

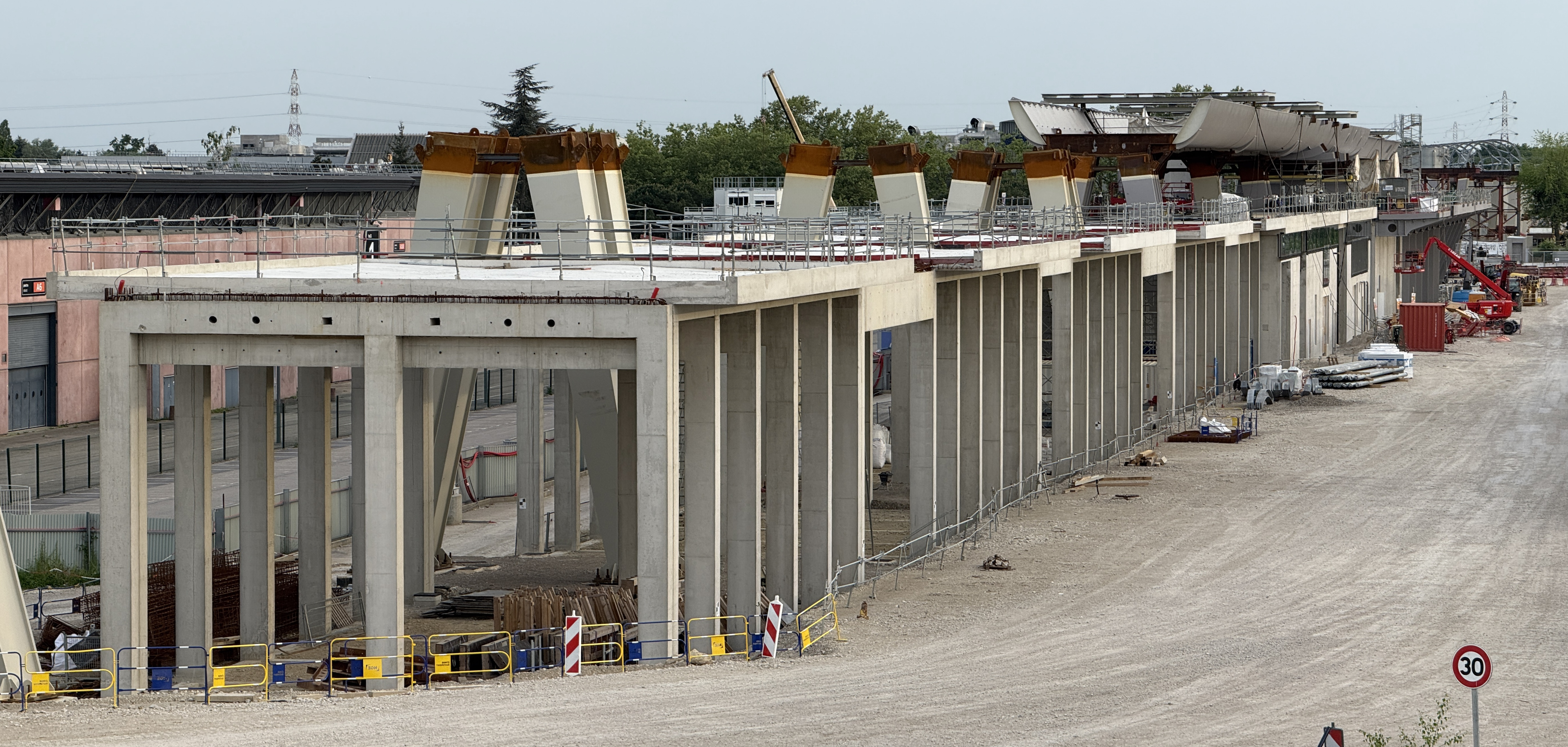
Le viaduc en construction à Villepinte

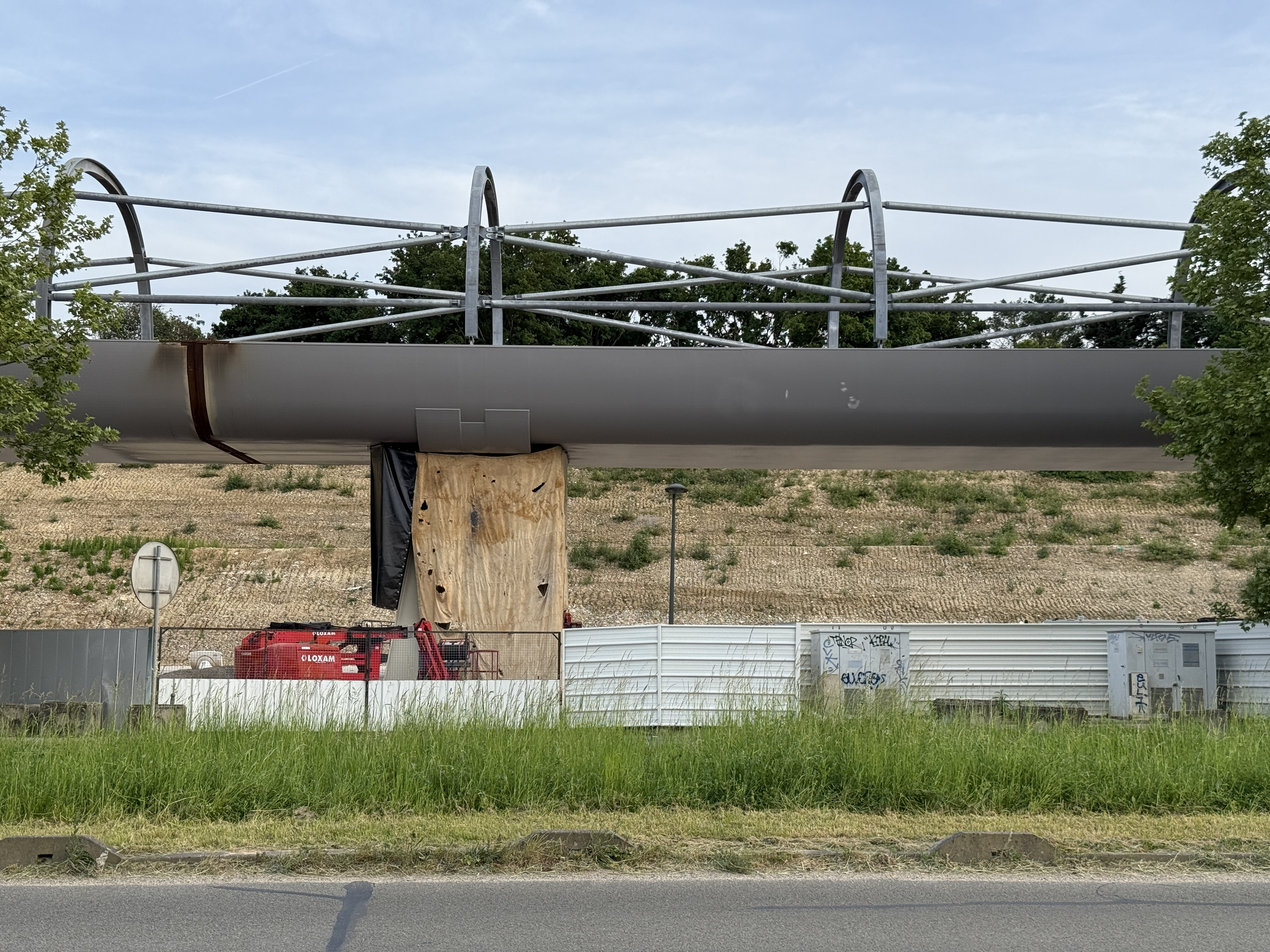
Le viaduc en construction à Tremblay-en-France

Le viaduc commence après la station Gonesse et franchit les autoroutes A1 et A3 tout en longeant l'autoroute A104 puis se dirige vers le nord le long des voies du RER B avant de desservir la station Parc des Expositions. Le viaduc s'oriente alors vers l'est en longeant la D40.

## Histoire
En 2025, le viaduc après être passé au dessus de la ligne B du RER en avril, passe au dessus des autoroutes A1 et A3 en mai.